# Life Support (filme)
Life Support (bra: Juntos pela Vida) é um telefilme de drama americano de 2007 dirigido por Nelson George e estrelado por Queen Latifah. É vagamente baseado na história da vida real de Ana Wallace, uma mulher HIV positiva.
O filme estreou em 26 de janeiro de 2007, no Festival Sundance de Cinema de 2007 e na HBO em 10 de março de 2007.

## Enredo
Ana Wallace (Queen Latifah) foi diagnosticada com HIV há 11 anos. Ela pegou o vírus ao consumir cocaína com o namorado, Slick (Wendell Pierce). Slick pegou o vírus primeiro, mas não contou a Ana que estava com ele. Ana se dedica ao seu trabalho no Life Support, um grupo de extensão contra a AIDS, mas luta para reparar seu relacionamento com sua filha adolescente, de quem perdeu a custódia há 11 anos devido ao vício em drogas.

## Elenco
- Queen Latifah como Ana Wallace
- Anna Deavere Smith como Lucille
- Wendell Pierce como Slick
- Rachel Nicks como Kelly Wallace
- Evan Ross como Amare
- Gloria Reuben como Sandra
- Tony Rock como Ness
- Darrin Dewitt Henson como MJ2
- Tracee Ellis Ross como Tanya
- Limary L. Agosto como Mulher #1
- Carlos Alban como Andre
- Brandon Scott como Markus
- Sidné Anderson como Irmã Bernice
- Dorothea Golden como Conselheira de pares #1
- Chyna Layne como Deyah
- Angel Magee como Conselheira de pares #2
- Andrea Williams como Andrea Williams

## Recepção crítica
Os críticos deram críticas favoráveis ao filme. No agregador de críticas Metacritic, o filme teve uma pontuação média de 77 em 100, com base em nove críticas.

## Prêmios e indicações
| Ano  | Associações                                 | Categoria                                                              | Nomeações                                                    | Resultado |
| ---- | ------------------------------------------- | ---------------------------------------------------------------------- | ------------------------------------------------------------ | --------- |
| 2007 | Artios Awards                               | Realização Notável no Elenco – Filme de TV da Semana                   | Aleta Chappelle                                              | Indicada  |
| 2007 | Online Film & Television Association Awards | Prêmios da Associação de Cinema e Televisão Online                     | Prêmios da Associação de Cinema e Televisão Online           | Indicado  |
| 2007 | Online Film & Television Association Awards | Melhor Atriz em Filme ou Minissérie                                    | Queen Latifah                                                | Indicada  |
| 2007 | Primetime Emmy Awards                       | Melhor Atriz em Minissérie ou Telefilme                                | Queen Latifah                                                | Indicada  |
| 2007 | Primetime Creative Arts Emmy Awards         | Melhor Edição de Imagens com Câmera Única para uma Minissérie ou Filme | Mary Jo Markey                                               | Indicada  |
| 2007 | Prêmios Satellite                           | Melhor Telefilme                                                       | Melhor Telefilme                                             | Indicado  |
| 2007 | Prêmios Satellite                           | Melhor Atriz em Minissérie ou Filme de Televisão                       | Queen Latifah                                                | Indicada  |
| 2007 | Women Film Critics Circle Awards            | Melhores Imagens Femininas em um Filme                                 | Queen Latifah                                                | Venceu    |
| 2007 | Women Film Critics Circle Awards            | Melhor Filme Inédito nos Cinemas Feito por ou Sobre Mulheres           | Melhor Filme Inédito nos Cinemas Feito por ou Sobre Mulheres | Venceu    |
| 2008 | American Cinema Editors Awards              | Minissérie ou Filme Melhor Editado para Televisão Não Comercial        | Mary Jo Markey                                               | Indicada  |
| 2008 | Globo de Ouro                               | Melhor Atriz em Minissérie ou Telefilme                                | Queen Latifah                                                | Venceu    |
| 2008 | Gracie Awards                               | Melhor Protagonista Feminina – Série Dramática ou Especial             | Queen Latifah                                                | Venceu    |
| 2008 | NAACP Image Awards                          | Melhor Telefilme, Minissérie ou Especial Dramático                     | Melhor Telefilme, Minissérie ou Especial Dramático           | Venceu    |
| 2008 | NAACP Image Awards                          | Melhor Ator em Telefilme, Minissérie ou Especial Dramático             | Wendell Pierce                                               | Venceu    |
| 2008 | NAACP Image Awards                          | Melhor Ator em Telefilme, Minissérie ou Especial Dramático             | Evan Ross                                                    | Indicado  |
| 2008 | NAACP Image Awards                          | Melhor atriz em Telefilme, Minissérie ou Especial Dramático            | Queen Latifah                                                | Venceu    |
| 2008 | Screen Actors Guild Awards                  | Melhor Atriz em Minissérie ou Telefilme                                | Queen Latifah                                                | Venceu    |